# Отель Гутьер
Отель Гутьер (фр. Hôtel Gouthière) — частный особняк в 10-м округе Парижа, улица Пьер-Бюлле. Памятник истории и архитектуры французского неоклассицизма. Здание внесено в список исторических памятников.

## История
Отель «Гутьер» был построен в 1780 году по проекту архитектора Жозефа Метивье (по иным данным Франсуа-Виктора Перрара де Монтрёя) для знаменитого мастера-бронзовщика Пьера Гутьера.
В 1780 году Пьер Гутьер приобрёл в Париже участок земли и построил собственный дом на улице Пьер-Бюлле, где изготавливали бронзовые вазы, корпуса часов, бра, канделябры, каминные приборы, бронзовые накладки мебели, курильницы в неоклассическом стиле, или стиле «неогрек». Однако в 1788 году мастер из-за материальных затруднений был вынужден продать особняк нотариусу Эркюлю Арну.
Декретом от 26 октября 1927 года части здания в стиле Первой империи, включая фасады, выходящие во двор, отделку вестибюля и салона на первом этаже, а также отделку малого салона на втором этаже, были признаны историческими памятниками. С 1981 года в отеле Гутьер располагается Муниципальная консерватория музыки имени Гектора Берлиоза (в настоящее время муниципальная консерватория 10-го округа Парижа).

## Архитектура
Отель «Гутьер» — особняк в неоклассическом стиле — представляет собой распространённый во Франции архитектурный тип «между двором и садом» (entre cour et jardin). Главный вход находится на вершине широкой лестницы, обрамлённой двумя сфинксами. Центральный ризалит отличается фасадом с «французским рустом» (без вертикальных швов), люнетом со скульптурной группой из двух сидящих муз, венчающих бюст Аполлона лавровым венком, и рельефом в верхней части.
Фасад, выходящий во двор, вероятно, был перестроен в эпоху Первой империи (ступеньки обрамлены сфинксами, изображающими «возвращение из Египта»). Внутренняя отделка была завершена после 1788 года, когда владельцем был Арну. Оформление парадных залов включает лепные барельефные панели и неопомпейские канделябры.